# Pimpinella ambigua
Pimpinella ambigua är en flockblommig växtart som beskrevs av Karl Heinrich Koch och H.Wolff. Pimpinella ambigua ingår i släktet bockrötter, och familjen flockblommiga växter. Inga underarter finns listade i Catalogue of Life.